# محمد علي آزاد كابلي
مير محمد علي بن محمد حسن بن أحمد الكابُلي المتخلّص بـآزاد (1880 - 6 ديسمبر 1944) شاعر وكاتب ودبلوماسي أفغاني. ولد في كابول ونشأ ودرس بها. شغل عدة مناصب في عهدي حبيب الله وعبد الرحمن خان حتى سنة 1933. بدأ ينظم الشعر وهو موظف كما عمل في الترجمة الأدبية من العربية إلى الفارسية. له عدة مؤلفات أدبية وقد نشرت منتخباته الشعرية. توفي في مسقط رأسه عن 64 عامًا.

## سيرته
هو مير محمد علي بن محمد حسن بن أحمد الكابُلي، وأسلافه من علماء وقضاة. ولد في كابول عاصمة إمارة أفغانستان حوالي سنة 1297 هـ/ 1880م أو يقال 1293هـ/ 1876م ونشأ بها. درس العلوم الأدبية والعربية فيها على والده وعلمائها.

ثم خدم أمير أبو القاسم خان الملقب بـ «دبير» في عهد حبيب الله خان فأصبح أحد الكتاب والشعراء البارزين. تقلد مناصب حكومية مختلفة في عهد الأمير عبد الرحمن خان حتى سنة 1933. اختير عام 1919 معاونًا لسفير أفغانستان في طهران وشغل هذا المنصب لمدة ثماني سنوات. عمل لفترة في القنصلية الأفغانية في مدينة زاهدان وعيّن عضوا في مجلس الشيوخ في عهد محمد نادر شاه.

توفي يوم 21 ذو الحجة 1363/ 15 قوس 1323/ 6 ديسمبر 1944 ودفن جثمانه في مقبرة الشهداء الصالحين في حي بنجه شاه.

## أدبه
بدأ ينظم الشعر ويكتب أدبه في أوقات فراغه من العمل الإداري والسياسي وخلال فترة عمله في طهران، كان على اتصال بأدباء الإيرانيين. التصوف والحب هما موضوع معظم قصائده اتبع أسلوب حافظ شيرازي في غزلياته، كما عمل في الترجمة الأدبية من العربية إلى الفارسية وقد ترجم الفتوحات المكية لابن عربي. وقد نشرت مجموعة مختارة من قصائده مرتين، سنة 1964 و1968.

## مؤلفاته
- «سراج الأخلاق»
- «نخلِستان»
- «نظم گلستان سعدی»
- «ذخیرۀ آزاد»
- «ضرب الامثال»
- «زمان زینت»